# Matang Munye
Matang Munye is een bestuurslaag in het regentschap Aceh Utara van de provincie Atjeh, Indonesië. Matang Munye telt 178 inwoners (volkstelling 2010).